# Jacques-Arsène d'Arsonval
Jacques-Arsène d’Arsonval (La Porcherie, 8. lipnja 1851. – La Porcherie, 31. prosinca 1940.), francuski fizičar. Prvi predložio uporabu toplinske energije oceana (1881.). Izumio galvanometar sa zrcalom (d’Arsonvalov galvanometar), magnetni telefon te ampermetar sa zakretnom zavojnicom i oprugom. Izvodio je pokuse s visokofrekventnim strujama (Tesline struje) u elektromedicinske svrhe (darsonvalizacija).

## Doprinosi

### Toplinska energija oceana
Konverzija termalne energije oceana (eng.: Ocean thermal energy conversion ili OTEC) je postupak stvaranja električne energije uz pomoć temperaturne razlike između dubokih i plitkih slojeva oceana za pokretanje toplinskog stroja. Učinkovitost i snaga su bolje time što je razlika temperature veća. Općenito gledajući, temperaturna razlika se povećava s opadajućom zemljopisnom širinom, to jest blizu ekvatora i tropskog pojasa. Najčešća temperatura površine oceana iznosi 27 °C, a u dubokim vodama temperatura rijetko pada ispod 5 °C. Osnovni tehnički izazov OTEC-a je proizvesti značajan dio energije iz jako malih temperaturnih razlika. Maksimalna teoretska učinkovitost ovog sustava postiže se povećanjem djelotvornosti toplinske razmjene u novijim konstrukcijama.

### Galvanometar
Galvanometar je osobito osjetljiv mjerni električni instrument koji služi za mjerenje vrlo slabih struja i napona. Primjenjuje se u laboratorijima, na primjer za mjerenje površinskih struja, termonapona, velikih izolacijskih otpora i kao nulindikator u mostovima i kompenzatorima. Za mjerenje istosmjernih struja služe galvanometar s pomičnom zavojnicom i galvanometar s pomičnim magnetom, a za mjerenje izmjeničnih struja vibracijski galvanometar. Strujni se udari mjere balističkim galvanometrom (koji ima dug period njihanja), a magnetski tokovi fluksmetrom, galvanometrom s velikim prigušenjem i neznatnim protumomentom (nema opruge za povrat kazaljke u početni položaj).

#### Tesline struje
Teslina struja je visokofrekventna izmjenična električna struja nastala u sekundarnom strujnom krugu Teslina transformatora. Primjenjivala se u medicinskoj elektroterapiji (darsonvalizacija; prema francuskom fizičaru koji ju je koristio Jacques-Arsène d'Arsonval) jer električna struja frekvencije veće od 10 000 Hz ne izaziva kontrakcije mišića. Nazvana je po Nikoli Tesli.